# Council of Economic Advisers
Der Council of Economic Advisers (kurz CEA, deutsch Rat der Wirtschaftsberater) ist ein Beratungsorgan des Präsidenten der Vereinigten Staaten. Es ist Teil des Executive Office of the President und berät verschiedene Büros im Weißen Haus zu wirtschaftspolitischen Fragen. Die Ratsmitglieder sowie dessen Vorsitzender (derzeit, seit 2. März 2021, Cecilia Rouse) werden vom Präsidenten mit Zustimmung des Senats ernannt. Der Council of Economic Advisers ist ferner für den jährlich erscheinenden Economic Report of the President verantwortlich. Der Vorsitzende des Rates ist Mitglied des Kabinetts.

## Geschichte
Der Rat wurde 1946 durch den Employment Act geschaffen, um den Präsidenten mit objektiven Wirtschaftsanalysen zu versorgen und ihn zu wirtschaftspolitischen Initiativen in einer Vielzahl von sowohl im Inland als auch auf der internationalen Ebene bedeutenden Bereichen zu beraten. In seinen ersten sieben Jahren entwickelte der Rat fünf bedeutende technische Fortschritte: 1) den Ersatz eines „zyklischen Modells“ der Wirtschaft mit einem „Wachstumsmodell“, 2) das Setzen quantitativer Ziele in der Wirtschaftspolitik, 3) Benutzung der Theorien zum fiscal-drag und dem Vollbeschäftigungshaushalt, 4) die Erkenntnis einer notwendigen Flexibilität in der Steuerpolitik und 5) der Ersatz des Konzepts der strukturellen Arbeitslosigkeit mit dem der unzureichenden Nachfrage.
Im Jahr 1949 brach ein Streit zwischen dem Vorsitzenden Edwin Nourse und dem Ratsmitglied Leon Keyserling aus. Nourse glaubte, dass sich die Regierung zwischen „Waffen oder Butter“ (engl. „guns or butter“) entscheiden müsse. Keyserling argumentierte aber, dass ein starkes Wirtschaftswachstum vergrößerte Rüstungsausgaben ohne Verschlechterung der Lebensstandards verkraften kann. Keyserling wurde von zwei einflussreichen Beratern von Präsident Truman, Dean Acheson und Clark M. Clifford unterstützt. Als Reaktion trat Nourse als Vorsitzender zurück, warnte aber die Regierung vor den Gefahren hoher Staatsdefizite und verschwenderische Rüstungsausgaben. Keyserling rückte zum Vorsitz auf und beeinflusste von dieser Position Trumans Fair-Deal-Politik und den Beschluss 68 des Nationalen Sicherheitsrates, der im April 1950 erklärte, dass die dringend benötigte Vergrößerung des Militärs keine Einfluss auf die Lebensstandards und auch nicht die Umwandlung des freien Charakters der Wirtschaft („transformation of the free character of our economy“) zur Folge haben würde.

## Mitglieder
- Vorsitzender: Stephen Miran (seit 13. März 2025)[3]
- Mitglieder: Pierre Yared (seit 2025) und  Kim Ruhl (seit 2025)

## Ehemalige Mitglieder

### Vorsitzende
- 1946–1950: Edwin Griswold Nourse
- 1950–1953: Leon Keyserling
- 1953–1956: Arthur F. Burns
- 1956–1961: Raymond J. Saulnier
- 1961–1964: Walter Heller
- 1964–1968: Gardner Ackley
- 1968–1969: Arthur Melvin Okun
- 1969–1971: Paul McCracken
- 1972–1974: Herbert Stein
- 1974–1977: Alan Greenspan
- 1977–1981: Charles Schultze
- 1981–1982: Murray Weidenbaum
- 1982–1984: Martin S. Feldstein
- 1985–1989: Beryl Wayne Sprinkel
- 1989–1993: Michael Boskin
- 1993–1995: Laura D. Tyson
- 1995–1997: Joseph E. Stiglitz
- 1997–1999: Janet Yellen
- 1999–2001: Martin Neil Baily
- 2001–2003: Glenn Hubbard
- 2003–2005: N. Gregory Mankiw
- 2005: Harvey S. Rosen
- 2005–2006: Ben Bernanke
- 2006–2009: Edward Lazear
- 2009–2010: Christina Romer
- 2010–2011: Austan Goolsbee
- 2011–2013: Alan B. Krueger
- 2013–2017: Jason Furman
- 2017–2019: Kevin Hassett
- 2019–2020: Tomas J. Philipson (kommissarisch)
- 2020–2021: Tyler Goodspeed (kommissarisch)
- 2021–2023: Cecilia Rouse
- 2023–2025: Jared Bernstein

### Weitere Mitglieder
| - John D. Clark 1946–1953 - Roy Blough 1950–1952 - Leon Keyserling 1950–1953 - Robert C. Turner 1952–1953 - Karl A. Fox 1953–1955 - Neil H. Jacoby 1953–1955 - Asher Achinstein 1954–1956 - Walter W. Stewart 1953–1955 - Joseph S. Davis 1955–1958 - Paul W. McCracken 1956–1959 - Karl Brandt 1958–1961 - Henry C. Wallich 1959–1961 - James Tobin 1961–1962 - Kermit Gordon 1961–1962 | - John P. Lewis 1963–1964 - Otto Eckstein 1964–1966 - James S. Duesenberry 1966–1968 - Merton J. Peck 1968–1969 - Warren L. Smith 1968–1969 - Hendrik S. Houthakker 1969–1971 - Herbert Stein 1969–1971 - Ezra Solomon 1971–1973 - Marina von Neumann Whitman 1972–1973 - Gary L. Seevers 1973–1975 - William J. Fellner 1973–1975 - Paul. W. MacAvoy 1975–1976 - Burton G. Malkiel 1975–1977 - William D. Nordhaus 1977–1979 | - Lyle E. Gramley 1977–1980 - George C. Eads 1979–1981 - Stephen Goldfeld 1980–1981 - William A. Niskanen 1981–1985 - Jerry L. Jordan 1981–1982 - William Poole 1982–1985 - Thomas Gale Moore 1985–1989 - Michael L. Mussa 1986–1988 - John B. Taylor 1989–1991 - Richard L. Schmalensee 1989–1991 - David F. Bradford 1991–1993 - Paul Wonnacott 1991–1993 - Alan S. Blinder 1993–1994 - Joseph Stiglitz 1993–1995 | - Martin N. Baily 1995–1996 - Alicia H. Munnell 1996–1997 - Jeffrey A. Frankel 1997–1999 - Rebecca M. Blank 1998–1999 - Robert Z. Lawrence 1999–2001 - Kathryn L. Shaw 2000–2001 - Mark B. McClellan 2001–2002 - Randall S. Kroszner 2001–2003 - Kristin J. Forbes 2003–2005 - Harvey S. Rosen 2003–2005 - Katherine Baicker 2005–2007 - Matthew J. Slaughter 2005–2007 - Donald B. Marron Jr. 2008–2009 - Cecilia Rouse 2009–2011 | - Carl Shapiro 2011–2012 - Katharine Abraham 2011–2013 - James H. Stock 2013–2014 - Betsey Stevenson 2013–2015 - Maurice Obstfeld 2014–2015 - Jay Shambaugh 2015–2017 - Sandra Black 2015–2017 - Richard Burkhauser 2017–2019 - Tomas J. Philipson 2017–2020 - Tyler Goodspeed 2019–2021 - Heather Boushey 2021–2025 - Jared Bernstein 2021–2023 - Kirabo Jackson 2023–2025 |